# Micrurus ephippifer
Micrurus ephippifer este o specie de șerpi din genul Micrurus, familia Elapidae, descrisă de Cope 1886. A fost clasificată de IUCN ca specie vulnerabilă.

## Subspecii
Această specie cuprinde următoarele subspecii:
- M. e. zapotecus
- M. e. ephippifer